# Mollusca
Mollusques
Embranchement
Classes de rang inférieur
- sous-embranchement Aplacophora
  - Caudofoveata
  - Solenogastres
- sous-embranchement Eumollusca
  - Polyplacophora
  - infra-embranchement Conchifera
    - Bivalvia
    - Cephalopoda
    - Gastropoda
    - Monoplacophora
    - Scaphopoda

Classification phylogénétique
- bilatériens
  - protostomiens
    - lophotrochozoaires
      - eutrochozoaires
        - syndermates
          - rotifères
          - acanthocéphales
          - cycliophores ?

        - spiraliens
          - entoproctes
          - parenchymiens
            - plathelminthes
            - némertes

          - mollusques
            - solénogastres
            - caudofovéates
            - eumollusques

          - siponcles
          - annélides

      - lophophorata

    - chaetognathes ?
    - cuticulates

  - mésozoaires ?
  - deutérostomiens
    - échinodermes
    - pharyngotrèmes

Les mollusques (Mollusca) sont un embranchement d'animaux lophotrochozoaires. Ce sont des animaux non segmentés, à symétrie bilatérale parfois altérée.
Leur corps se compose généralement d'une tête, d'une masse viscérale et d'un pied. La masse viscérale est recouverte en tout ou partie par un manteau, qui le plus souvent sécrète une coquille calcaire. Le système nerveux comprend un double collier périœsophagien. La cavité générale est plus ou moins réduite au péricarde et aux néphridies. L'embranchement des mollusques (Mollusca) tire son nom du latin mollis, « mou ». La science consacrée à l'étude des mollusques est la malacologie et l'archéomalacologie (de l'équivalent grec μαλάκια / malakia, « mou »).
Dans la classification phylogénétique, les mollusques ont longtemps été classés comme des métazoaires triploblastiques cœlomates bilatériens protostomiens, mais les termes « cœlomate », « acœlomate » et « pseudocœlomate » sont désormais obsolètes et retirés de la classification, les synapomorphies notables de ce clade étant la présence d'une radula et d'un manteau.
L'embranchement contient plus de 117 000 espèces sur un total estimé entre 150 000 et 200 000,. De plus, on estime le nombre d'espèces fossiles entre 60 000 et 100 000. Ils constituent avec les Chordés un des embranchements les plus diversifiés du règne animal, et le deuxième phylum après les arthropodes, ces derniers regroupant, avec près d'1,5 million d'espèces recensées (on évalue le nombre d'espèces possibles dans une fourchette comprise entre 5 et 10 millions d'espèces), plus de 80 % des espèces connues.
Certains mollusques peuvent sécréter des perles en recouvrant de nacre les éléments irritants qui s'introduisent dans leur coquille.
Les mollusques ou leur coquille (et leurs perles parfois) ont fait l'objet de nombreux usages, dont alimentaires, par l'Homme, depuis la Préhistoire.
Un cinquième des espèces de mollusques terrestres sont menacées d’extinction selon l’Union internationale pour la conservation de la nature.

## Morphologie et anatomie

Plan d'organisation d'un mollusque ancestral hypothétique,.

### Caractères généraux
Malgré la grande diversité de formes, plusieurs caractères se retrouvent chez tous les mollusques actuels,. La partie dorsale du corps est un manteau qui sécrète des spicules calcaires, formant des sclérites, des plaques ou une coquille. Entre le manteau et la masse viscérale se trouve la cavité palléale qui contient les cténidies, les osphradies, les médridopores et au bout de laquelle débouchent l'anus et les conduits génitaux (gonopores). Le système nerveux est constitué d'un anneau nerveux autour de l'œsophage avec au moins deux paires de cordons nerveux (trois chez les bivalves).
Les mollusques ont perdu toutes traces de métamérisation, à l'exception des Monoplacophores. Ils ont une symétrie bilatérale, mais qui peut être altérée par une torsion du corps (en) (Gastéropodes).
Leur tégument est mou. Il contient de nombreuses glandes qui sécrètent du mucus.
Les mollusques sont des cœlomates mais leur cœlome se limite à un péricarde, c'est-à-dire que le cœur est situé dans une cavité creusée dans du tissu d’origine mésodermique et est composé d'un seul ventricule et d'un ou plusieurs atriums. La cavité générale des mollusques est plus ou moins oblitérée par du tissu conjonctif, à l'exception d'une partie qui enveloppe le cœur (péricarde) et d'une autre partie, en relation avec les deux autres, qui constitue les organes excréteurs (néphridies).

### Anatomie générale
Leur corps se subdivise en trois parties :
- la tête qui contient les organes sensoriels et la bouche qui contient la radula et les odontophores (absents chez les bivalves) ;
- le pied ou sole pédieuse, un organe musculeux, typique des mollusques, destiné à la locomotion. Il revêt des formes très diverses suivant les espèces. Il est peu développé chez les aplacophores (Solénogastres et Caudofovéates) mais devient plus important chez les autres mollusques. Il forme la couronne de tentacules ou de bras qui permet la prédation chez les Céphalopodes ;
- la masse viscérale qui, comme son nom l'indique, contient les viscères. Elle est contenue dans une mince tunique qu’on appelle le manteau. C’est le manteau qui sécrète la coquille de la plupart des mollusques, qui leur sert de protection et/ou de squelette et/ou de régulateur de la flottaison (exemple de la seiche).

Entre le manteau et la masse viscérale, le bourrelet palléal constitue une cavité palléale qui protège les organes respiratoires, et où débouchent les métanéphridies (organes excréteurs), l’intestin et les conduits génitaux.

### Coquille
Des glandes du manteau des Eumollusques se regroupent et sécrètent généralement une coquille calcaire qui comprend, de l'extérieur vers l'intérieur :
- une cuticule, diversement colorée ;
- une couche prismée, formée de prismes calcaires perpendiculaires à la surface ;
- une couche lamelleuse, formée de lamelles alternées de carbonate de calcium et conchyoline (une substance organique). Cette couche interne, lorsque les lamelles sont suffisamment minces pour diffracter la lumière, constitue la nacre et, indirectement, les perles fines.

Le sous-embranchement ou la super-classe des Aplacophores, possiblement paraphylétique, rassemble des mollusques vermiformes dépourvus de coquille (mais dont le manteau secrète une cuticule contenant des spicules calcaires), regroupés en deux classes :
- les Caudofovéates, dépourvus de sillon ventral et de pied, des animaux microphages enfouis dans les sédiments ;
- les Solénogastres, au pied réduit à une crête ciliée à l'intérieur d'un sillon ventral, des animaux benthiques brouteurs de métazoaires fixés.

### Système nerveux
Le système nerveux typique d'un mollusque comprend des ganglions cérébroïdes (qui peuvent fusionner pour former un cerveau) reliés d'une part à des ganglions pédieux, d'autre part à des ganglions viscéraux, par un double collier périœsophagien.

### Appareil circulatoire
La circulation est incomplète. Du cœur partent de courtes artères mais il n'y a ni veines, ni capillaires. Les Céphalopodes sont une exception parmi les mollusques et ont un système circulatoire clos avec un cœur systémique et deux cœurs branchiaux.
Le sang est incolore, ou légèrement coloré par de l'hémoglobine ou de l'hémocyanine dissoutes.

### Cycle reproductif
Les sexes sont généralement séparés. Quelques espèces courantes sont hermaphrodites comme l'escargot ou l'huître.
Les œufs sont plus ou moins riches en vitellus, et l'éclosion a lieu après un stade plus ou moins avancé de développement. Le début du développement embryonnaire est un clivage ou segmentation en spirale, ce qui permet de classifier les Mollusques aux côtés des Annélides parmi les Spiralia.
Quand il y a larve libre (trochophore, véligère), celle-ci ressemble beaucoup à la trochophore des annélides.

## Évolution
Les mollusques descendraient d'une organisation de type « ver ». On pense qu'ils descendent d'animaux semblables à des Annélides de par les traces de métamérie découvertes chez les Monoplacophores. On estime leur apparition à au moins 500 millions d'années à partir d'un ancêtre commun (radiation adaptative).
La fonctionnalité qui semble avoir conditionné les mollusques primitifs paraît être la radula : un organe fonctionnant comme une râpe, sorte de langue porteuse de dents chitineuses, qui permet à l'animal de se nourrir plus efficacement. Par rapport aux "vermiformes" primitifs, qui ne peuvent que gober une nourriture fragmentaire, la radula donne un avantage adaptatif, dans la mesure où elle permet d'arracher de la nourriture sur des proies cohérentes (éponges, algues…). Les mollusques ont ainsi inventé l'art de brouter.
L'autre fonctionnalité caractéristique des mollusques est le blindage, permettant de se protéger de prédateurs actifs : l'acquisition de plaques calcaires protégeant le dos. Ces mollusques primitifs devaient donc ressembler à des polyplacophores (une sorte d'escargot qui peut se rouler en boule comme un hérisson ou un cloporte), mais ce type est à présent très marginal.
En s'adaptant à différentes formes de vie, ils ont progressivement conquis tous les types de milieu : surtout présents en milieu marin, les Gastéropodes et les Bivalves ont ensuite réussi à s'adapter à l'eau douce. Dans leur radiation adaptative, les mollusques ont donné naissance aux classes importantes suivantes :
- Les gastéropodes (escargots, limaces, patelles…) continuent à ramper, et se caractérisent par une céphalisation plus avancée. La seule innovation que leur a apporté l'évolution est que cette reptation se fait sur un organe spécialisé, le pied. Les plaques calcaires de la carapace primitive se sont simplifiées au fil du temps, ce qui a conduit à ces coquillages généralement spiralés. Les premiers gastéropodes à respiration pulmonaire ont conquis les milieux terrestres au cours du Carbonifère. Mais les escargots modernes, du genre Helix ne sont apparus qu'au Crétacé.

- Les bivalves (moules, huîtres…) sont, à quelques exceptions près, devenus sédentaires et ont misé sur la protection que leur apporte la coquille calcaire, au point de ne pratiquement plus se déplacer. Leur mode de vie se rapproche de celui des anémones, voire des éponges, consistant à filtrer l'eau ambiante. Dans cette évolution, ils ont perdu leur tête, devenue inutile, et les yeux ne sont plus présents que sous forme dégénérée, dans quelques espèces. Les bivalves constituent un cas intéressant où une régression fonctionnelle (perte du déplacement propre aux structures vermiformes) se traduit par un succès évolutif. Les bivalves ont perdu leur radula, caractère qui avait été la cause de l'explosion radiative initiale des mollusques.

- Les Céphalopodes (poulpes, calmars, seiches…) ont appris à nager, et sont des prédateurs. La capacité d'attraper des proies qui peuvent chercher à s'échapper met une contrainte évolutive forte sur ce qui caractérise ce groupe : de bons yeux, et un cerveau performant capable de coordonner les mouvements de chasse. La coquille commune des invertébrés, que l'on retrouve chez l'argonaute, tend à se profiler en pointe, se réduire comme chez la seiche, voire disparaître totalement comme chez le poulpe.

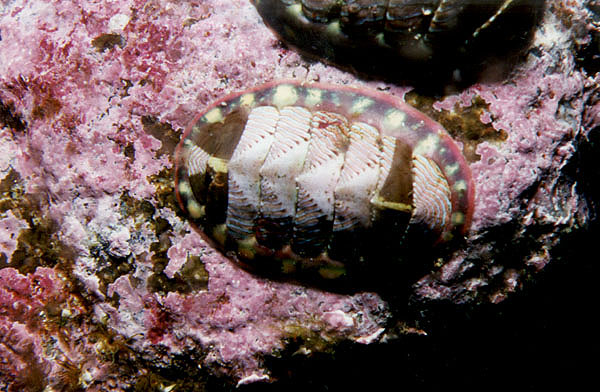
Tonicella lineata.
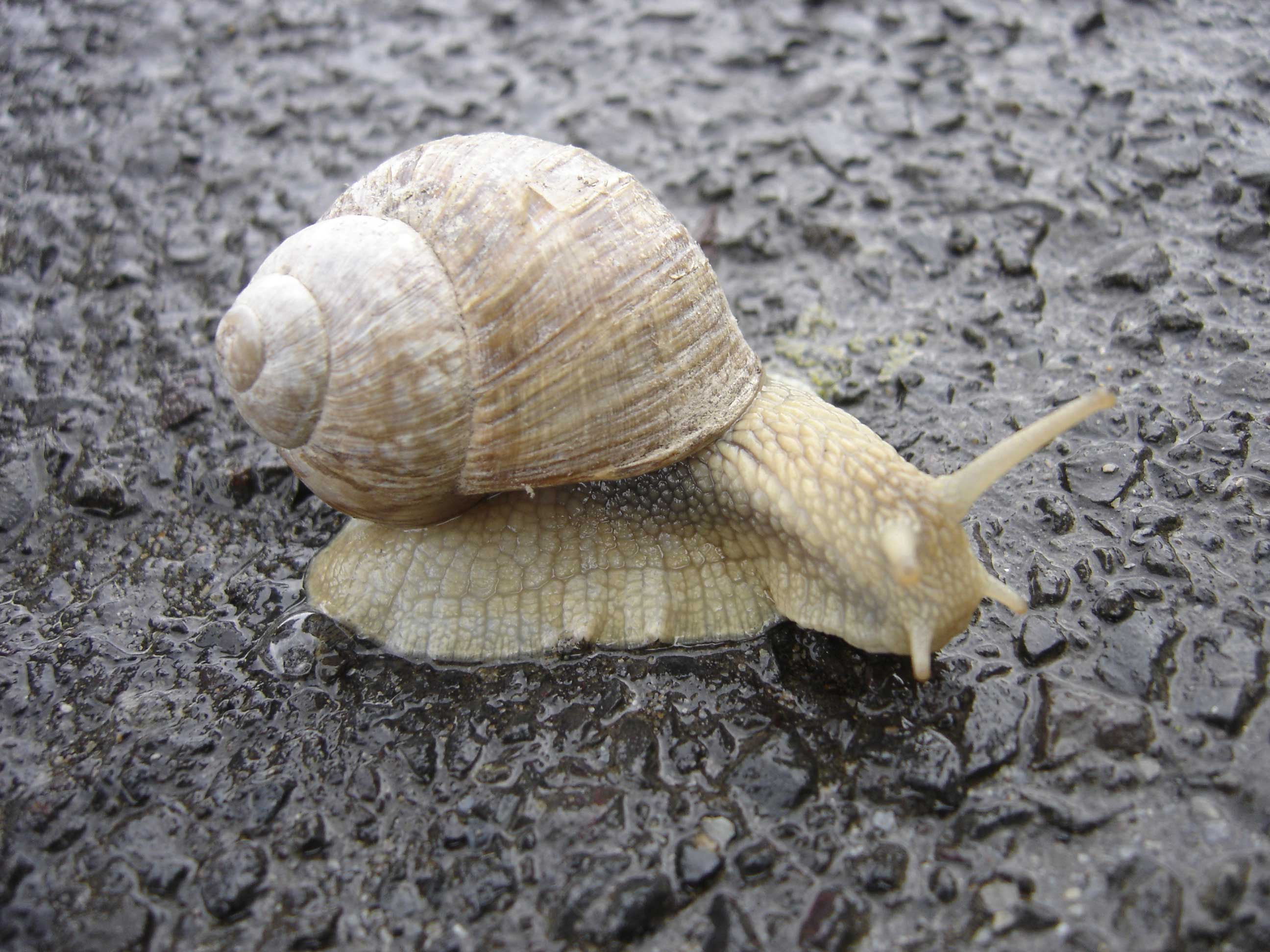
Escargot (Helix pomatia).
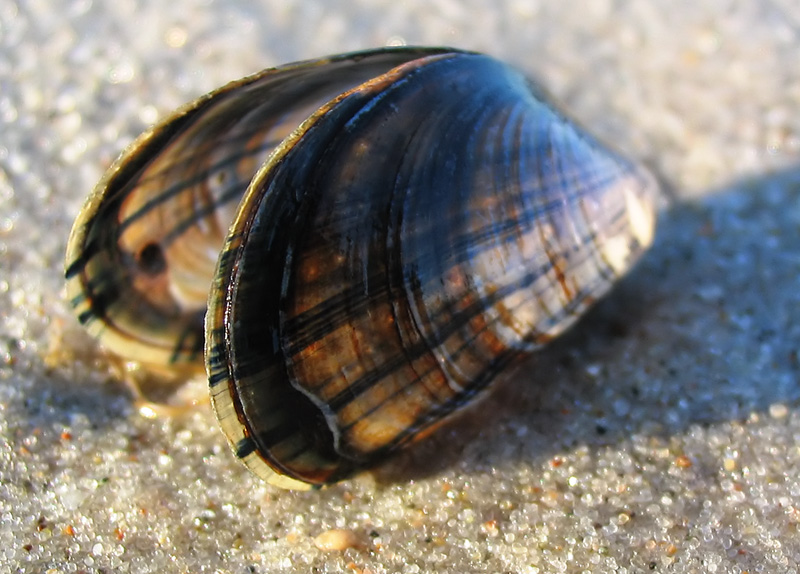
Coquille de moule.
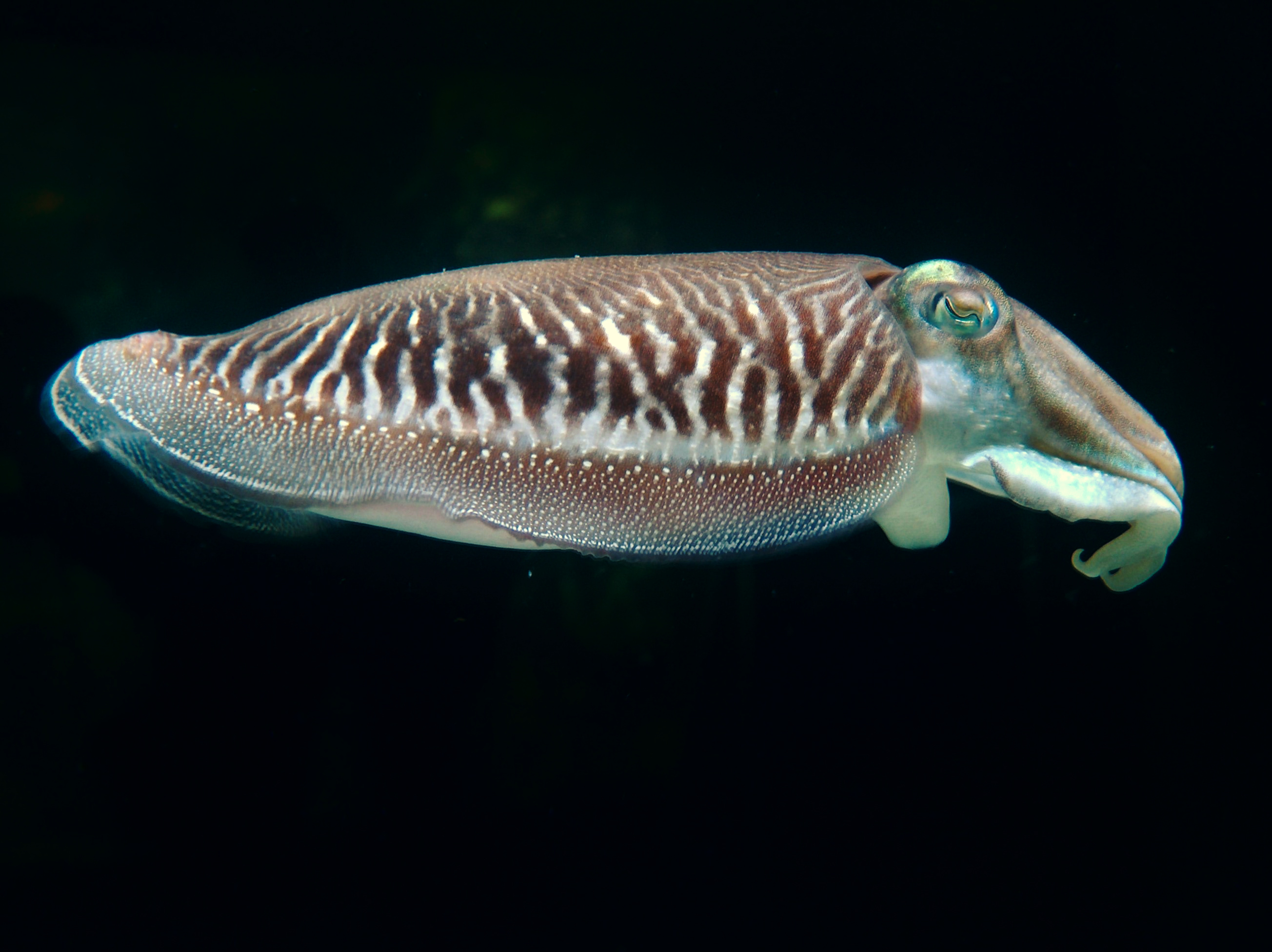
Seiche (Sepia officinalis).

## Classification

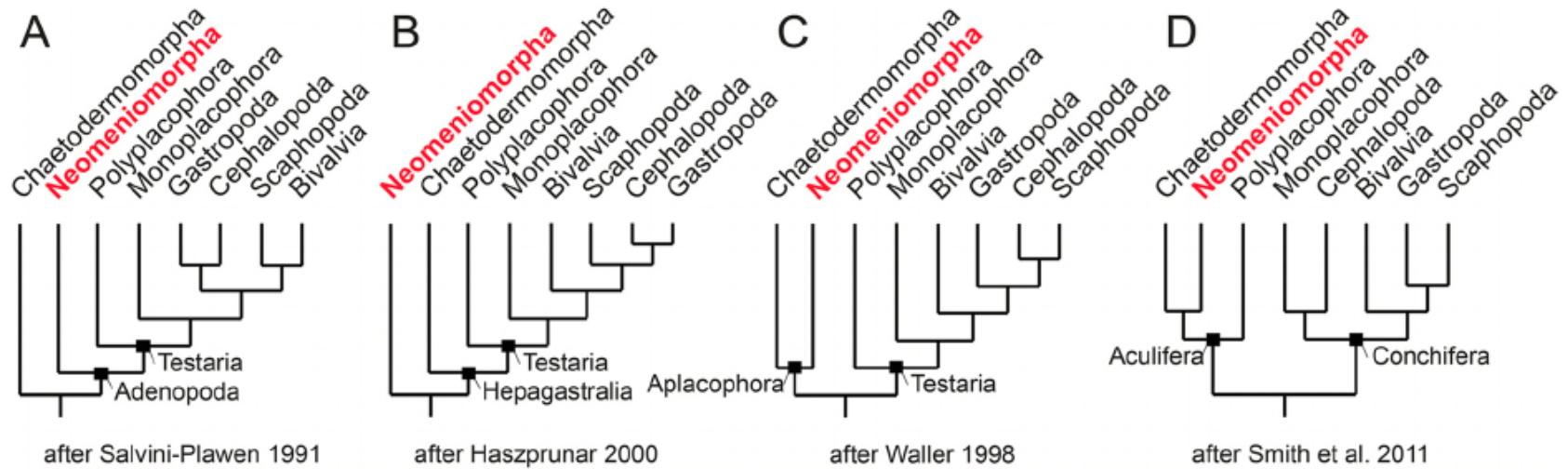
Principaux modèles de classification phylogénétique des mollusques. Les relations phylogénétiques au sein de ce taxon restent discutées. Le principal problème de leur phylogénie tient à la position de la racine de l'arbre des mollusques et à l'interprétation de l'anatomie des Neomeniamorpha.

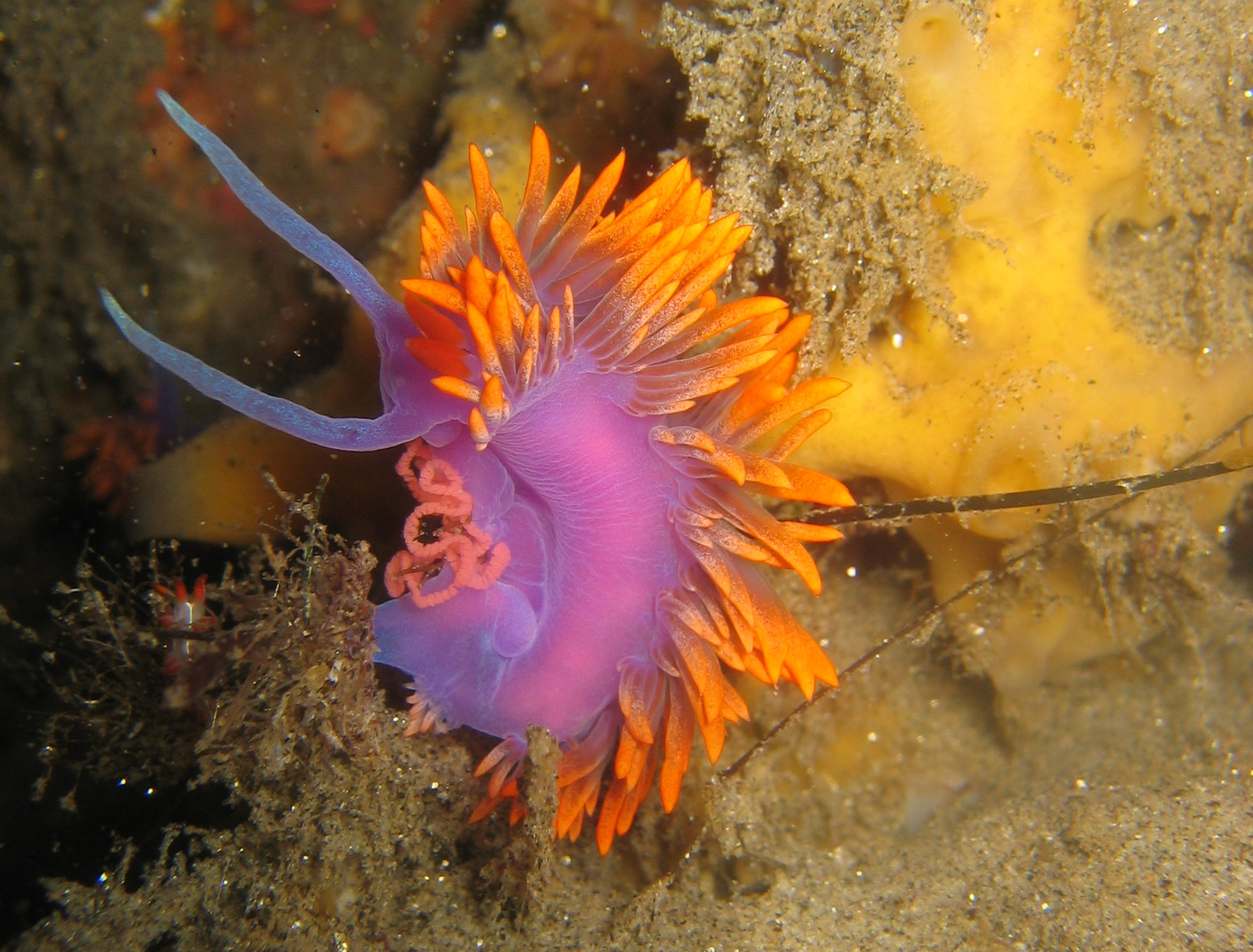
Flabellina iodinea

Le phylum Mollusca a été créé par Georges Cuvier (1769-1832) en 1795.
Selon MolluscaBase, il y a actuellement huit classes de mollusques, plus une neuvième fossile. Cette classification a été confirmée en 2025 par les données génétiques.
| Classe                            | autre(s) nom(s)                                                                      | nombre d'espèces |
| --------------------------------- | ------------------------------------------------------------------------------------ | ---------------- |
| Bivalvia Linnaeus, 1758           | Acephala Cuvier, 1817; Lamellibranchiata Blainville, 1824; Pelecypoda Goldfuss, 1820 | 11047            |
| Caudofoveata C. R. Boettger, 1956 | Chaetodermomorpha Pelseneer, 1905                                                    | 141              |
| Cephalopoda Cuvier, 1795          | Siphonopoda Lankester, 1877 (NON G. O. Sars, 1878)                                   | 829              |
| Gastropoda Cuvier, 1795           | Univalvia Röding, 1798                                                               | 56621            |
| Monoplacophora Odhner, 1940       | Tryblidiida Wenz, 1938; Galeroconcha Salvini-Plawen, 1980                            | 31               |
| Polyplacophora Gray, 1821         | Placophora Ihering, 1876; Loricata Schumacher, 1817                                  | 1041             |
| Scaphopoda Bronn, 1862            | Solenoconcha                                                                         | 606              |
| Solenogastres Gegenbaur, 1878     | Neomeniomorpha Pelseneer, 1906                                                       | 283              |
| Rostroconchia Cox, 1960 †         | Ø                                                                                    | 274              |
| Mollusca incertae sedis           |                                                                                      |                  |

Les Solénogastres et les Caudofovéates étaient anciennement regroupés dans une même classe : les Aplacophores.
Au contraire, les Eumollusques regroupent tous les mollusques à l'exception des Solénogastres et des Caudofovéates.
Les Conchifères sont un sous-embranchement regroupant tous les Eumollusques sauf les Polyplacophores.
Les Amphineures sont le deuxième sous-embranchement des Mollusques et regroupent les Aplacophores et les Polyplacophores.
Les Bivalves et les Scaphopodes peuvent être regroupés sous le terme Diasomes.
Selon Guillaume Lecointre et Hervé Le Guyader, dans la Classification phylogénétique du vivant, les Bivalves et les Gastéropodes sont réunis dans le clade des pléistomollusques (Pleistomollusca).

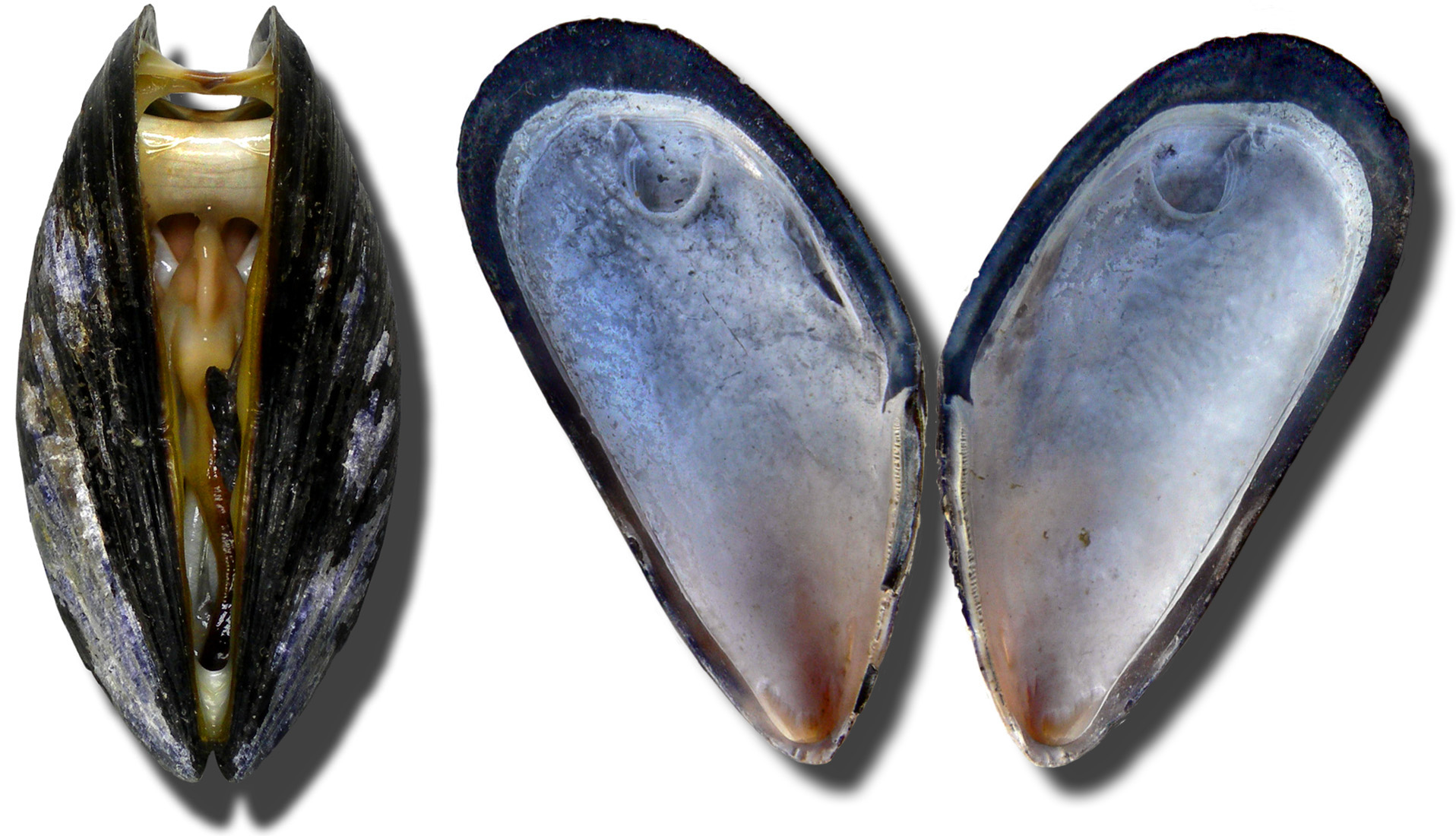
Mytilus edulis, un bivalve
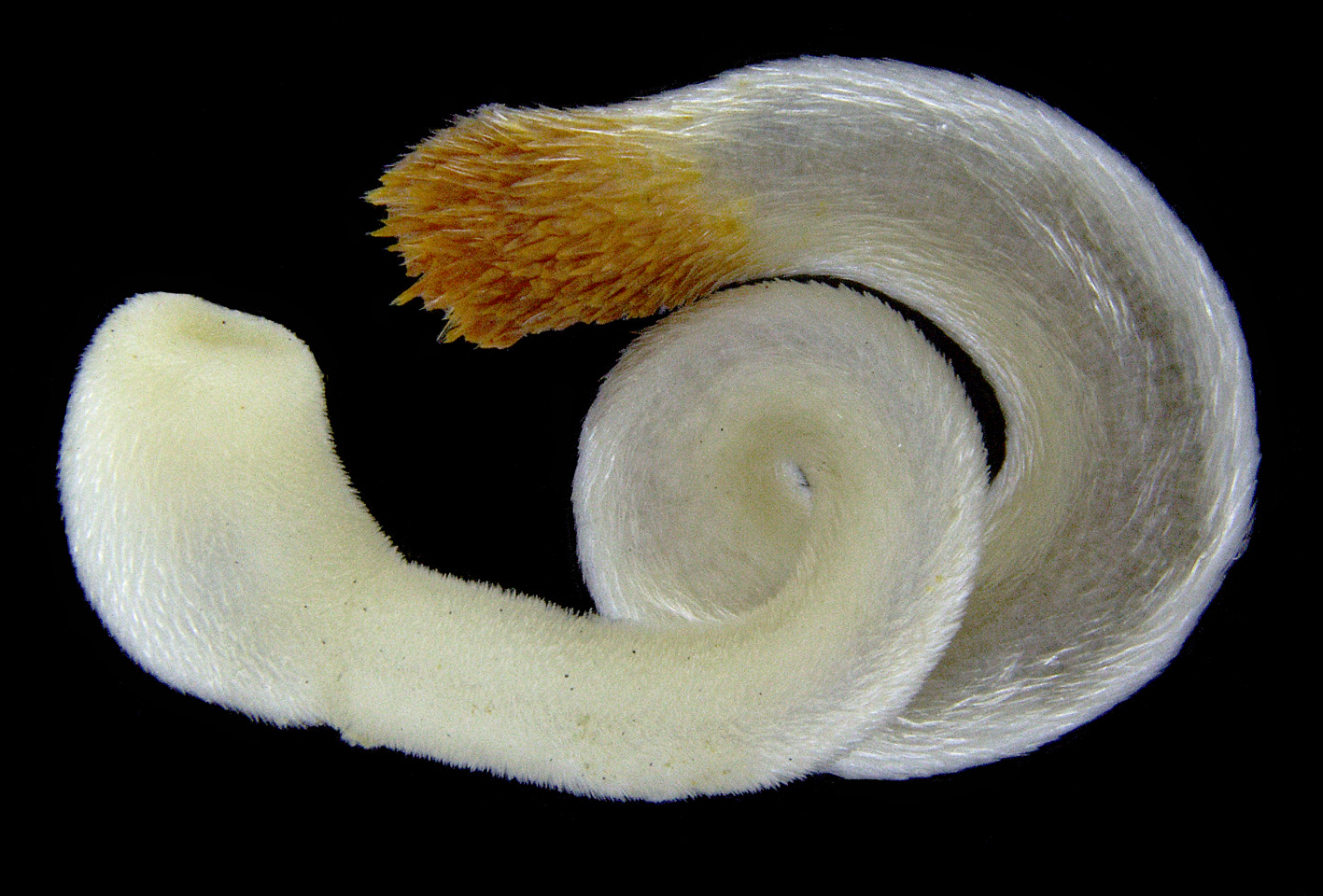
Chaetoderma nitidulum, un caudofovéate
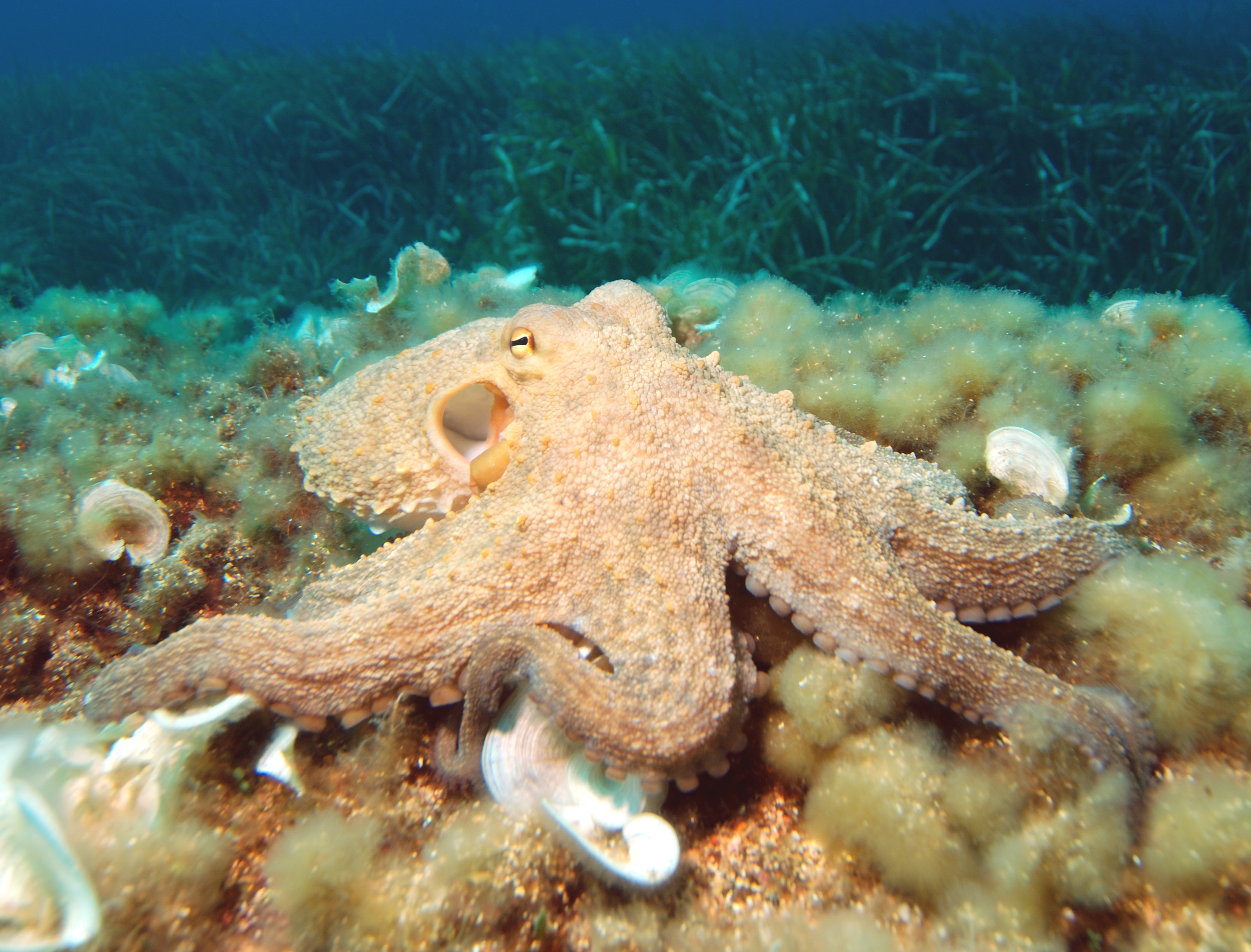
Octopus vulgaris, un céphalopode
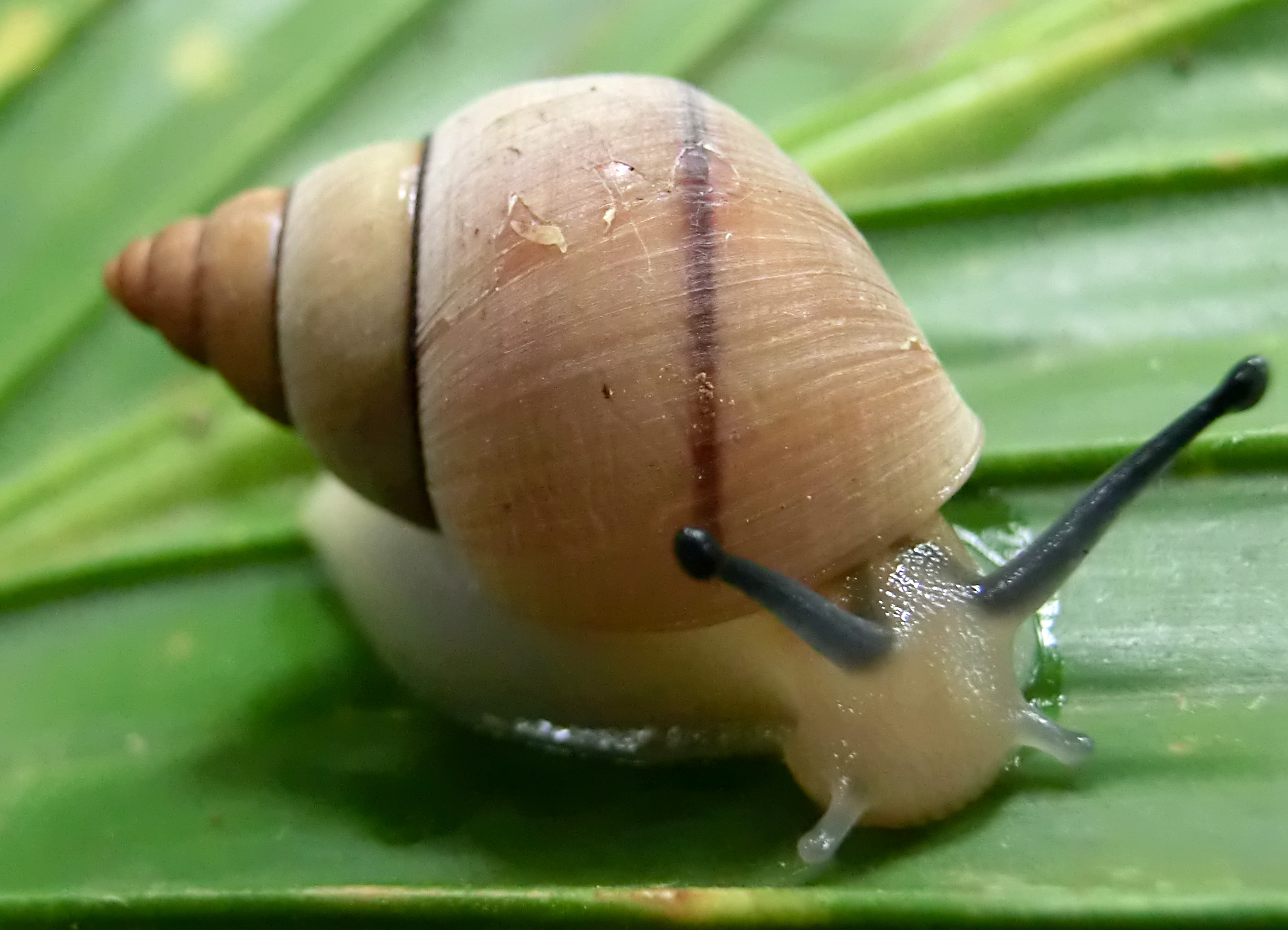
Pachnodus praslinus, un gastéropode
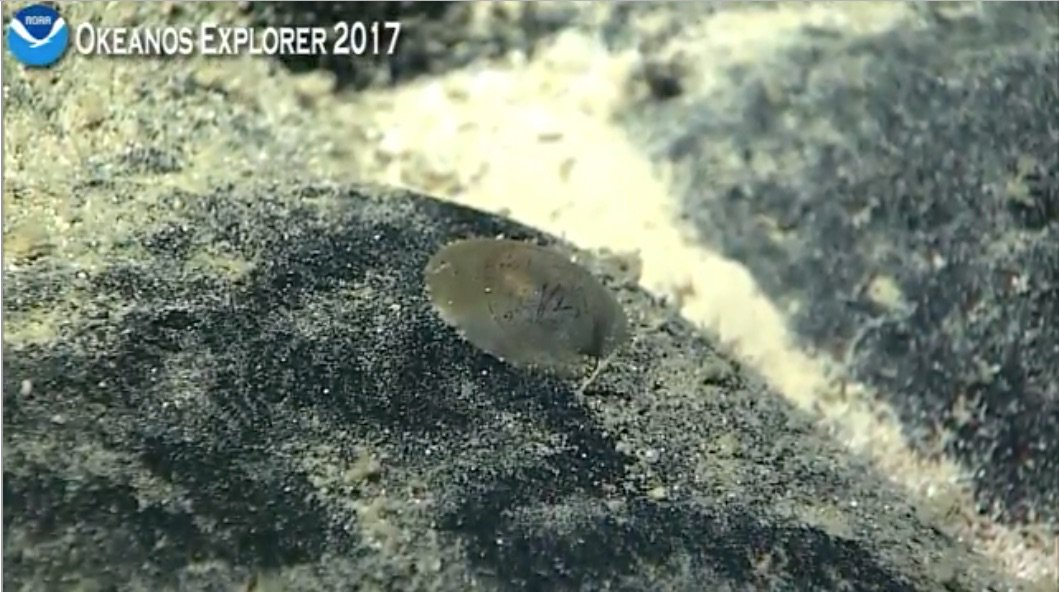
Neopilina sp., un monoplacophore
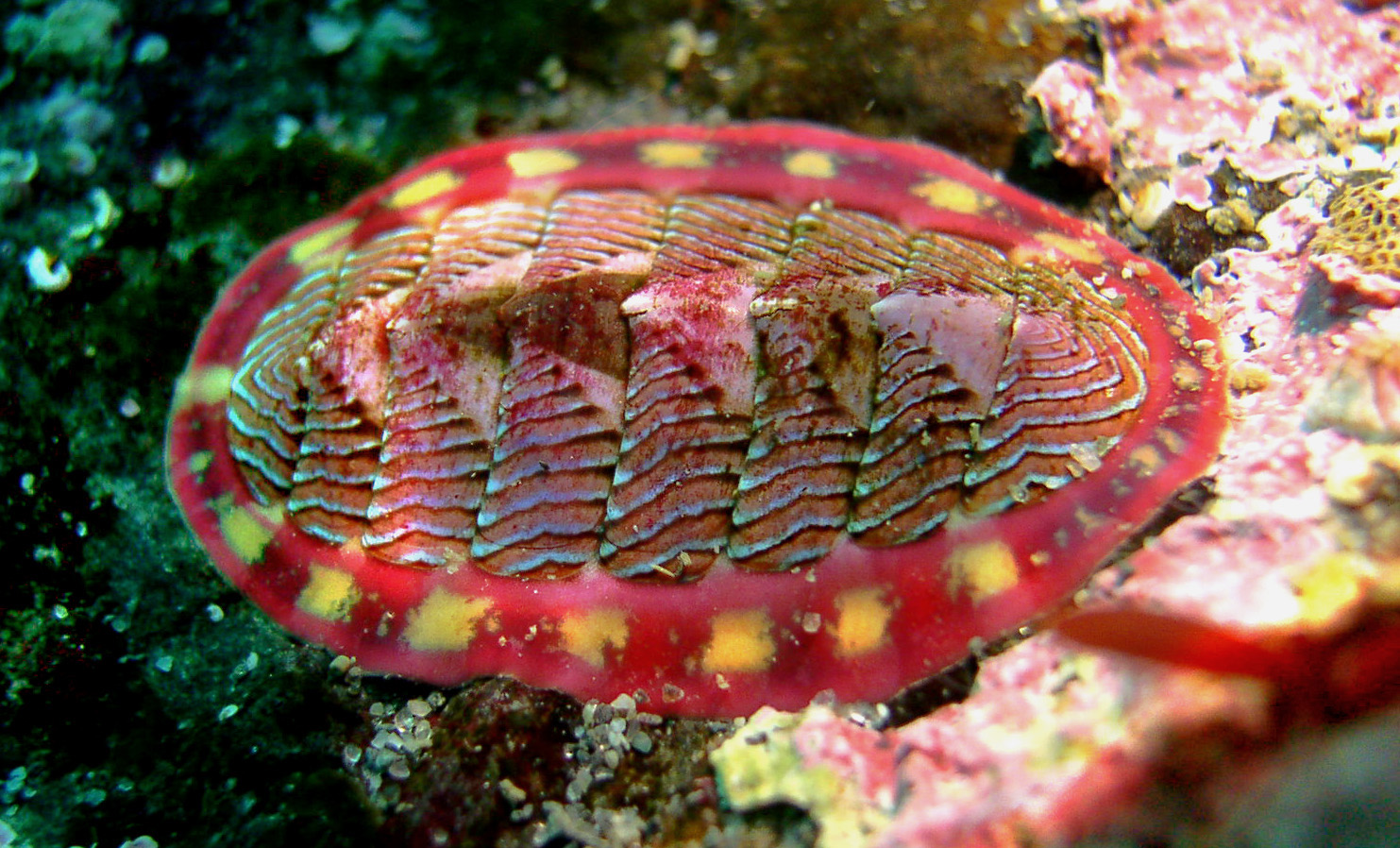
Tonicella lineata, un polyplacophore
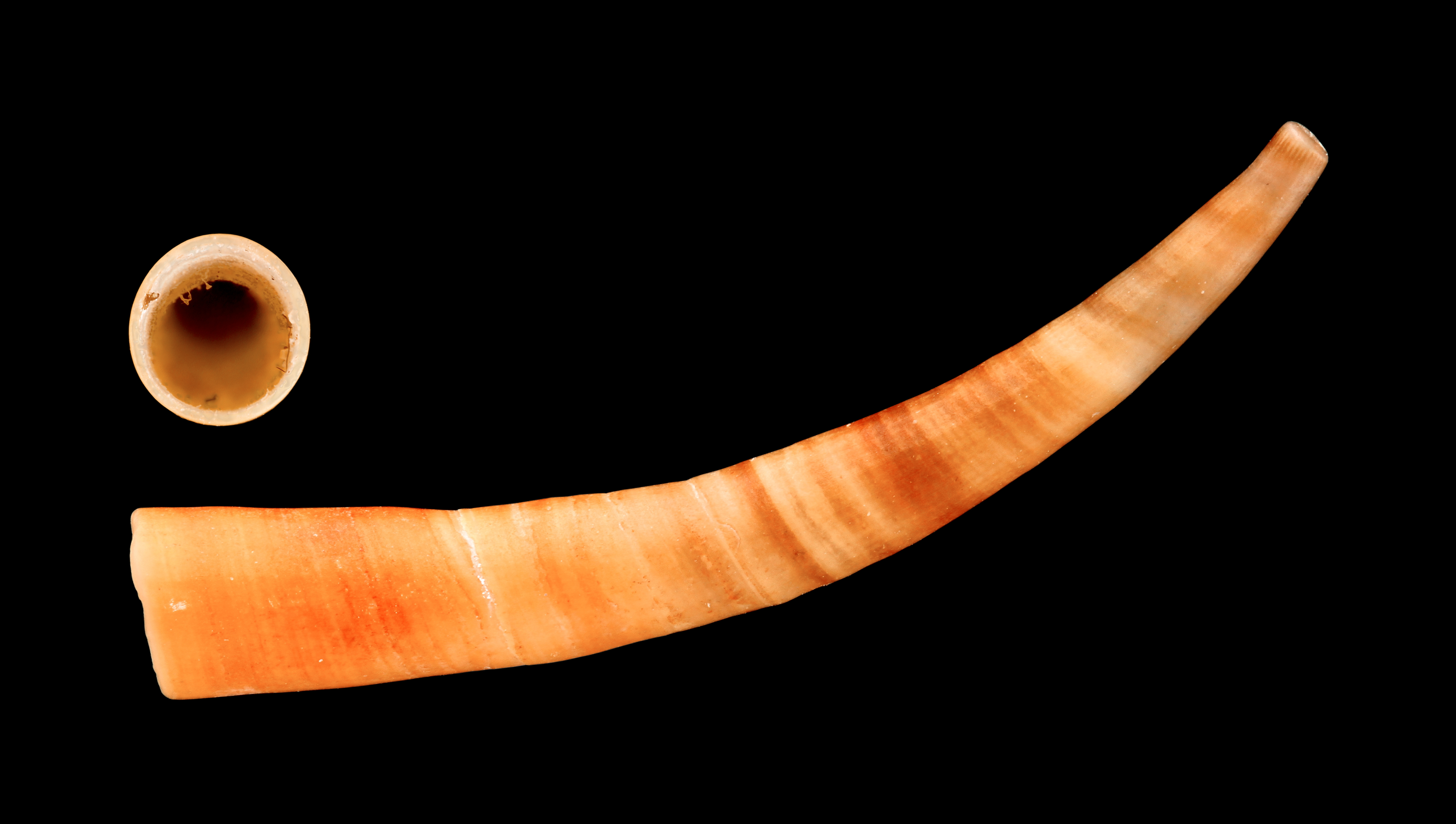
Antalis vulgaris, un scaphopode (ou dentale)
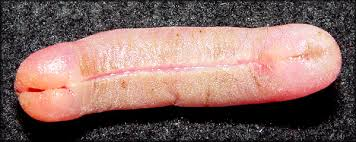
Neomenia yamamotoi, un solénogastre

### Nom vernaculaire
Comme pour les poissons, les noms vernaculaires sont assez peu homogènes et dépendent beaucoup des régions où ils sont utilisés. Ils peuvent être inconnus d'une région à l'autre ou ne pas désigner la même espèce.

## Familles
Selon WoRMS en 2025, le nombre de famille acceptées est de 1 512 familles acceptées.

## Genres
Selon WoRMS en 2025, le nombre de genre acceptés et de 14 425 genres acceptés.

## Services écosystémiques

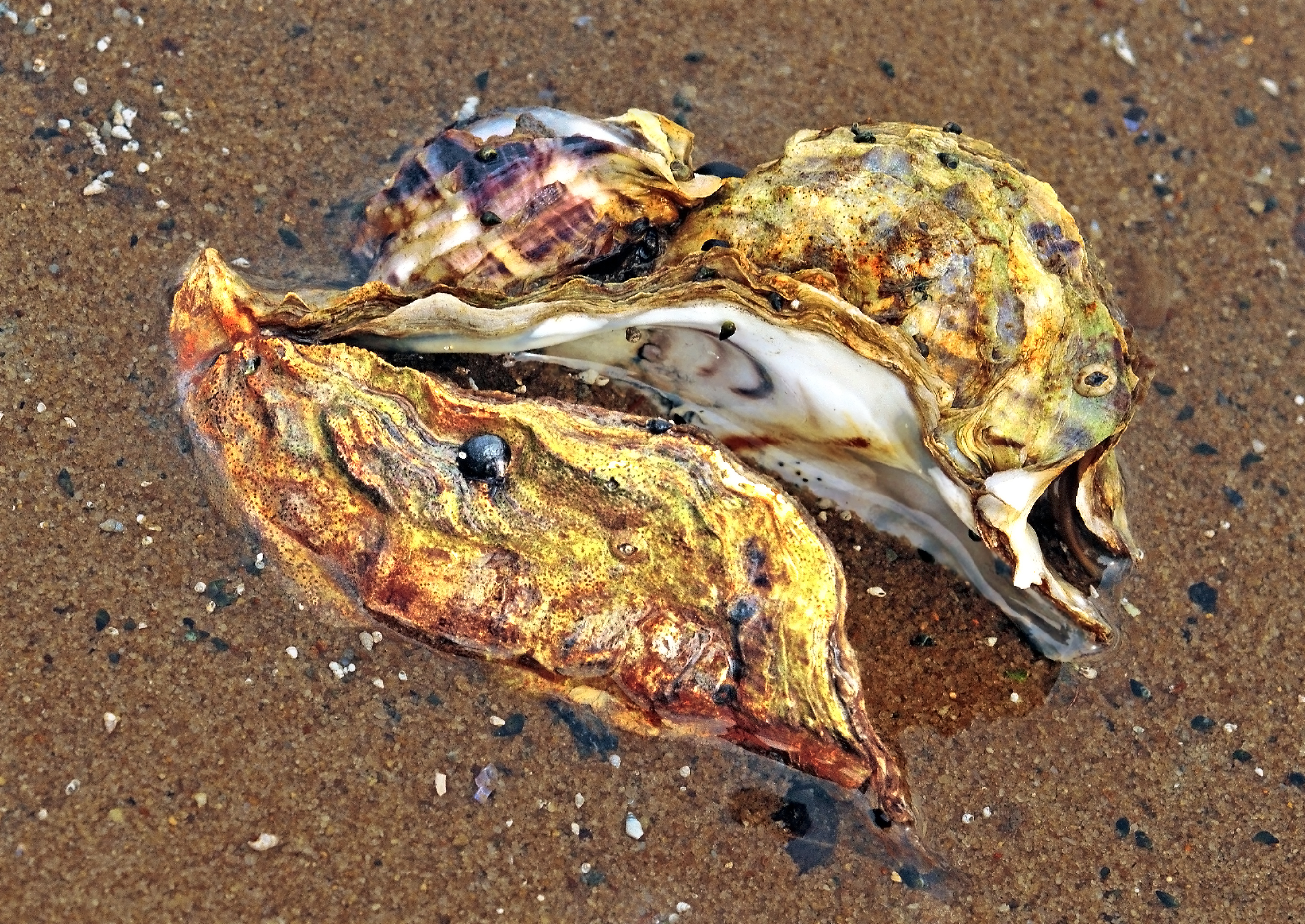
Huître supportant une communauté épibiotique (ascidies, polychètes ou comme ici bigorneau et balanes).

Bien que faisant partie de ce que la communauté scientifique appelle la « biodiversité négligée », les mollusques fournissent de nombreux services écosystémiques. « Parents pauvres des politiques de conservation de la nature et des « attachements populaires » à la nature, ces animaux n’en ont pas moins acquis une place singulière voire unique dans l’histoire des sociétés humaines » (aliments, utilisation des coquillages pour les monnaies, les objets d'art ou d'artisanat, les objets de collection et/ou de sciences). Ressources marines, ils sont exploités pour la pêche et l'aquaculture.